# Het verhaal van de eerste derwisj
Het verhaal van de eerste derwisj is een verhaal binnen het grotere kaderverhaal uit de verhalencyclus Duizend-en-een-nacht.

## Verhaal
De vader van de eerste derwisj, die naamloos blijft, was een koning en die had een broer die ook koning was. Deze oom had een zoon en een dochter. Tussen neef en de derwisj ontstond een hechte vriendschap. De neef overtuigt de derwisj ervan de vrouw mee te nemen naar een tombe op de begraafplaats. Daar aangekomen treffen ze de neef weer aan en hakken een gat in de grond open. De neef en de vrouw dalen in de tombe af, die op hun verzoek door de derwisj wordt dichtgemaakt.
De volgende dag krijgt de derwisj spijt, maar kan het graf en de tombe niet meer vinden. In wanhoop vertrekt hij naar de stad van zijn vader. Daar aangekomen, wordt hij gevangengenomen. De vizier van zijn vader had de macht overgenomen. Door toedoen van de derwisj had de vizier een oog verloren, en nu betaalde hij hem met gelijke munt terug. De derwisj werd in een kist opgesloten en aan de beul overgedragen. De beul liet hem echter vrij en hij vluchtte weg.
De derwisj keert terug naar zijn oom, die in diepe rouw gedompeld is vanwege zijn zoekgeraakte zoon. De derwisj vertelt hem het hele verhaal en samen gaan ze op zoek naar de tombe, die zij nu wel vinden. In de tombe treffen ze de verkoolde lichamen van de neef en de onbekende vrouw, die zijn zus blijkt te zijn geweest (incest). De derwisj wordt door zijn oom tot zoon aangenomen, maar bijna direct daarna wordt de stad van de oom door de vizier van zijn vader aangevallen en ingenomen. Hij vlucht weg de wildernis in en ontmoet daar de andere twee derwisjen.

## Plaatsing binnen de verhalencyclus
Het verhaal van de eerste derwisj is het eerste subverhaal dat verteld wordt binnen Het verhaal van de sjouwer en de drie vrouwen, dat op zijn beurt binnen het grotere kaderverhaal (Het Verhaal van Sjahriaar en zijn broer) uit de verhalencyclus Duizend-en-een-nacht wordt verteld. De derwisjen proberen hun leven en dat van de sjouwer, de sultan en zijn vizier te redden door hun verhalen te vertellen.
Volgend verhaal (op dit verhaalniveau): Het verhaal van de tweede derwisj.
Zie ook: De verhalenstructuur van Duizend-en-een-nacht.

## Referentie
De voor deze samenvatting gebruikte vertaling en citaten is die van Richard van Leeuwen op basis van de Mahdi-tekst, en houdt de volgorde van de Boelaak-tekst aan.